# Khu công nghiệp

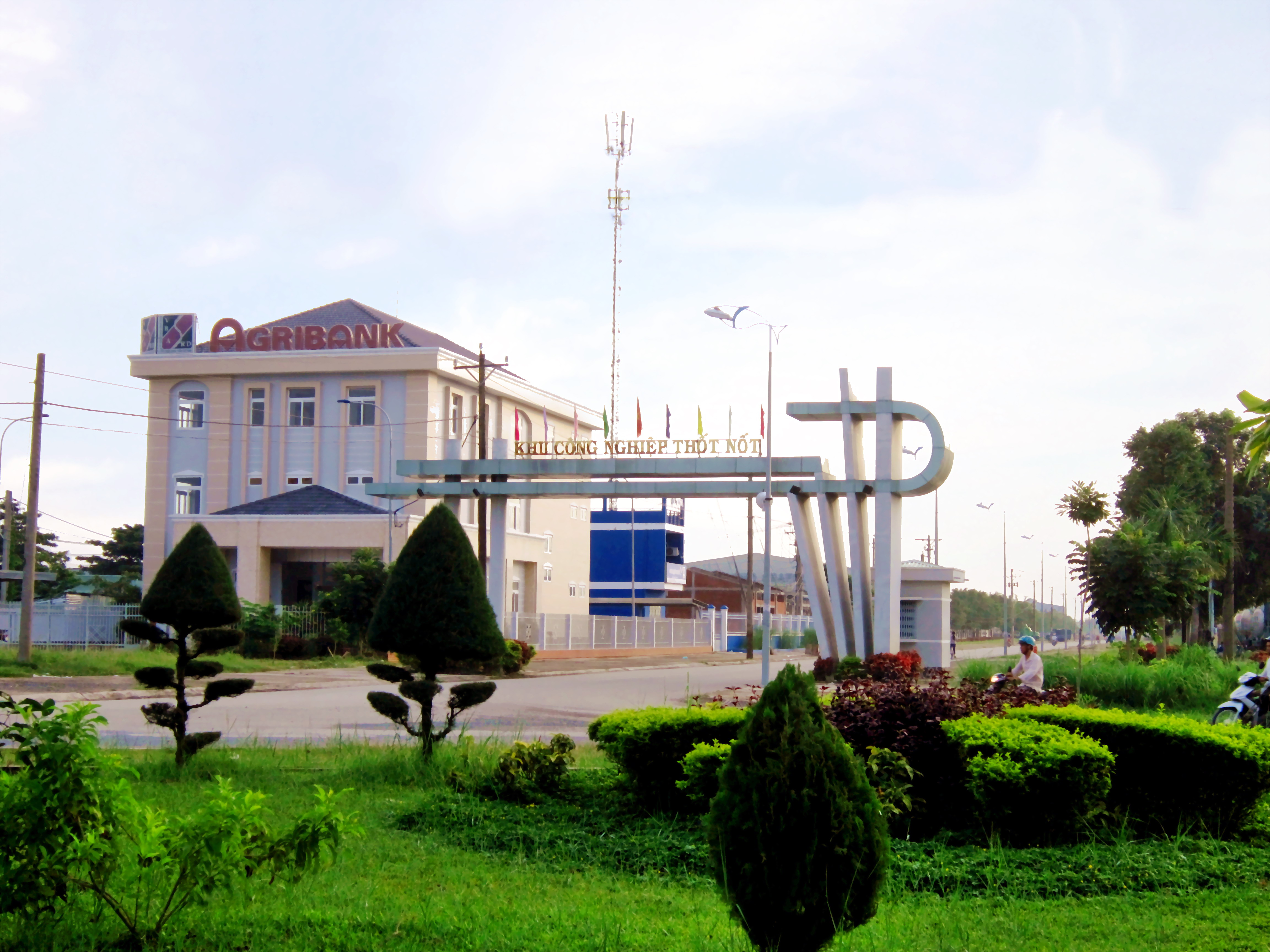
Khu công nghiệp Thốt Nốt tại Cần Thơ

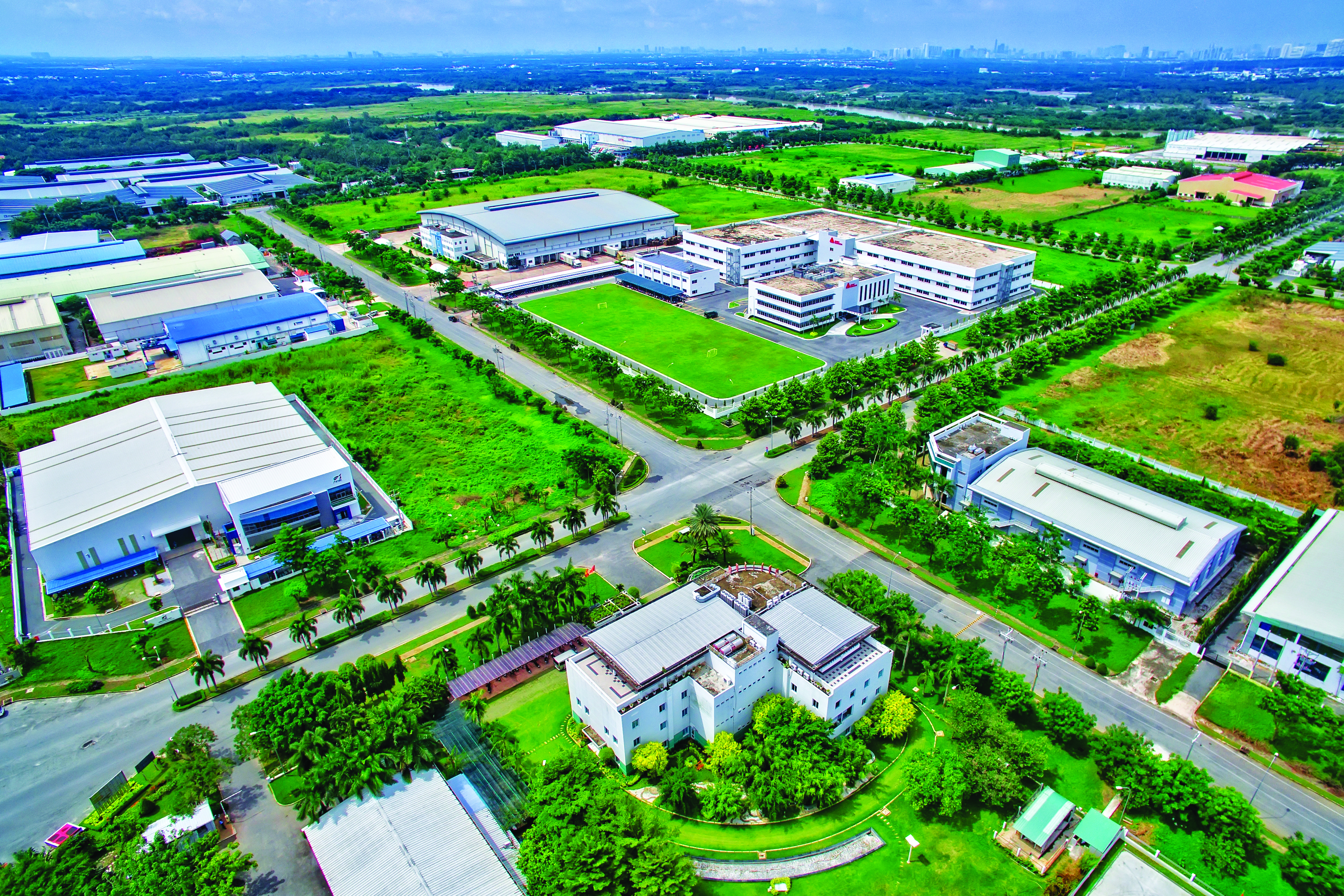
Khu công nghiệp Long Hậu tại Cần Giuộc, Long An (cách Phú Mỹ Hưng 10km)

Khu công nghiệp, còn gọi là khu kỹ nghệ là khu vực dành cho phát triển công nghiệp theo một quy hoạch cụ thể nào đó nhằm đảm bảo được sự hài hòa và cân bằng tương đối giữa các mục tiêu kinh tế - xã hội - môi trường. Khu công nghiệp thường được Chính phủ cấp phép đầu tư với hệ thống hạ tầng kỹ thuật và pháp lý riêng.
Những khu công nghiệp có quy mô nhỏ thường được gọi là cụm công nghiệp.